# Mary Garden
Mary Garden (Aberdeen, 20 febbraio 1874 – Aberdeen, 3 gennaio 1967) è stata un soprano britannico naturalizzato statunitense, che svolse gran parte della sua attività operistica, iniziata nel 1900 e terminata nel 1934, nel Paese d'adozione.

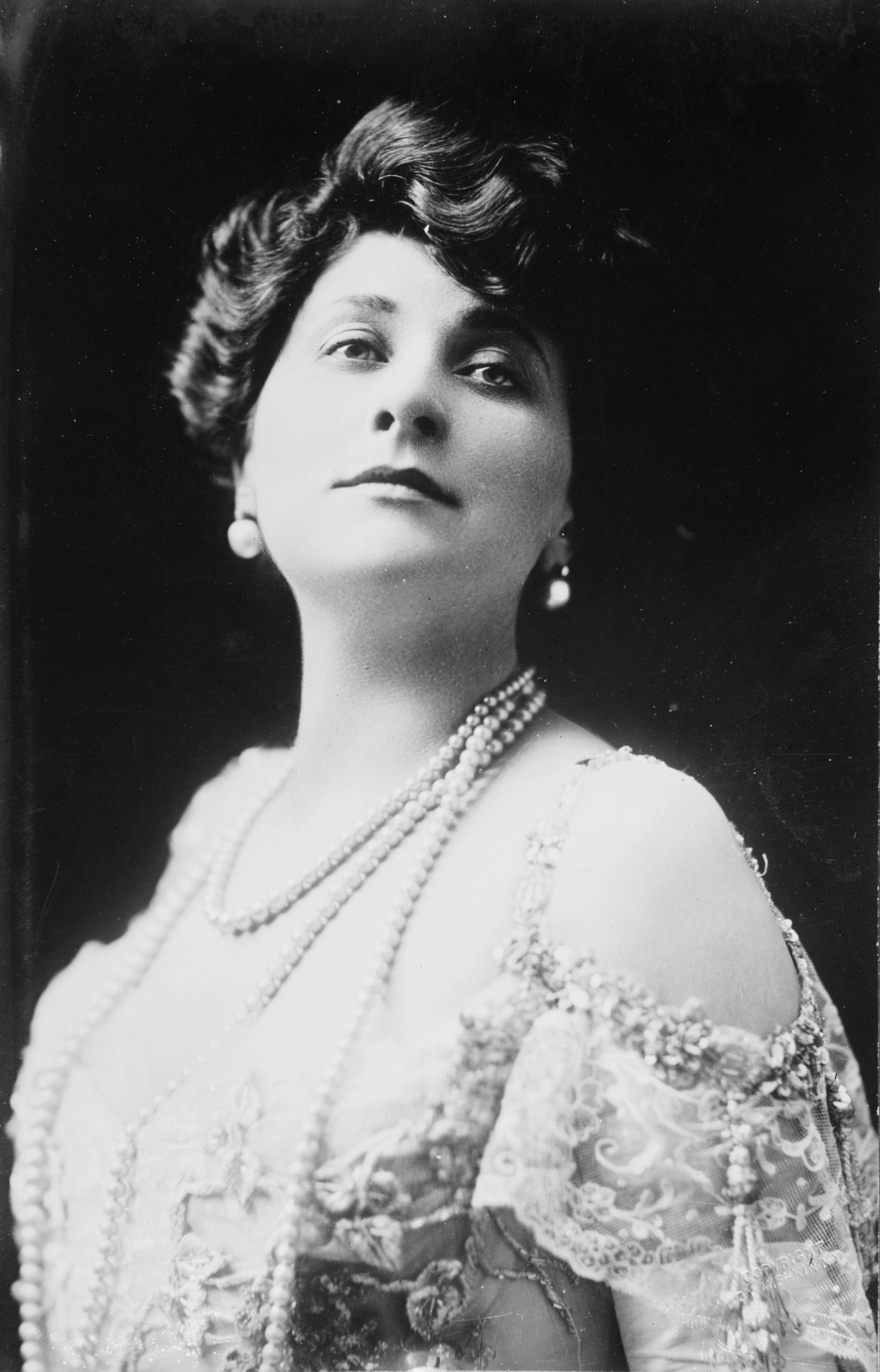
Mary Garden

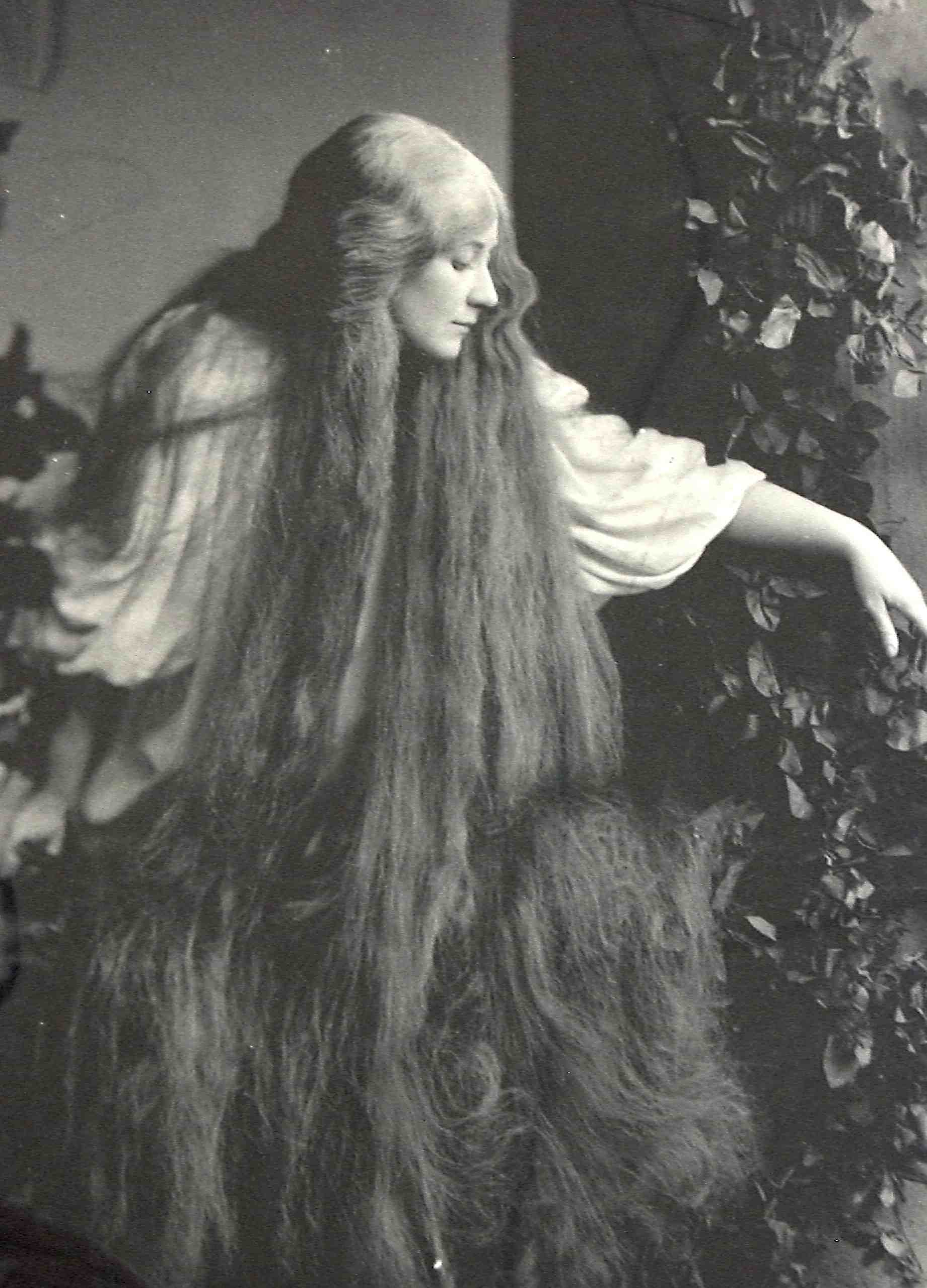
Mary Garden in Pelléas et Mélisande

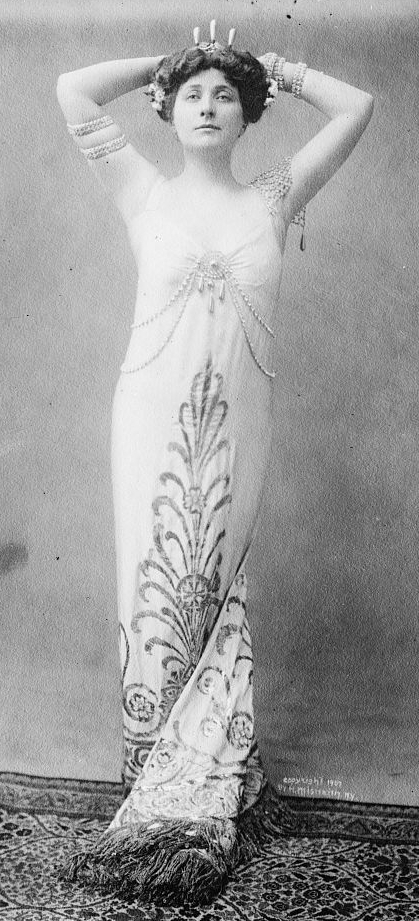
Mary Garden in Thaïs di Jules Massenet

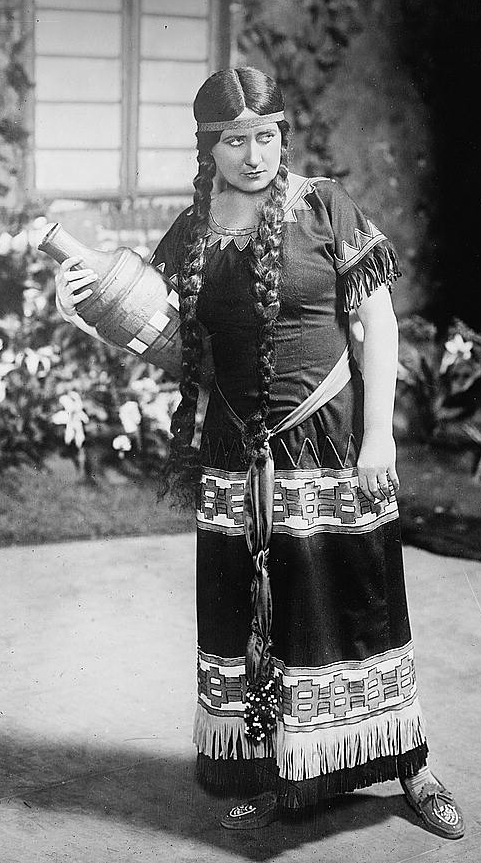
Mary Garden in Natoma di Victor Herbert

Definita da Ronald L. Davis "la Sarah Bernhardt dell'opera lirica", legò il proprio nome in modo particolare ai teatri dell'opera di Chicago, dove ha lavorato per oltre vent'anni (1910-1931), ma svolse parte della propria attività anche a Parigi. Nel corso della propria carriera interpretò soprattutto opere di Jules Massenet, ma anche opere di Charpentier, Debussy, Honegger, Montemezzi, Puccini, Strauß, Verdi.

## Biografia
Mary Garden nasce il 20 febbraio 1874 nella casa al nr. 35 di Charlotte Street, ad Aberdeen, in Scozia. Dopo la nascita della sorella Amy, va poi ad abitare al nr. 41 di Dee Street.
All'età di sei o sette anni, si trasferisce con i genitori negli Stati Uniti.  Lì inizia a studiare canto, pianoforte e violino; in seguito, dopo aver preso lezioni da Mathilde Marchesi, si trasferisce a Parigi per proseguire gli studi di canto con Lucien Fugère.
Fa il proprio debutto sulle scene il 20 aprile del 1900, cantando nell'opera di Gustave Charpentier Louise.
Nel dicembre 1901 viene scelta da Albert Carré, direttore dell'dell'Opéra-Comique, per interpretare il ruolo principale, quello di Mélisande, nell'opera Pelléas et Mélisande di Claude Debussy in accordo con il musicista. In quell'occasione, la Garden si ritrova scritte nel proprio spartito le seguenti parole annotate dallo stesso Debussy: "Solo tu rimarrai la donna e l'artista in cui non avevo mai osato sperare"
Per la stagione 1902-1903 viene quindi ingaggiata dal Teatro di Covent Garden a Londra.
In seguito, nel novembre 1907, convinta dall'impresario Oscar Hammerstein, fa il proprio debutto al Teatro dell'Opera di Manhattan cantando in Thaïs di Jules Massenet e ottenendo un grande successo.
Il 27 gennaio 1909, dopo aver studiato per due anni, ottiene un enorme successo interpretando Salomé di Richard Strauss.
In seguito canta nei teatri di varie città statunitensi e nel 1910, inizia la sua ventennale collaborazione con le varie compagnie teatrali di Chicago, quali la Chicago Grand Opera Company (1910-1913), la Chicago Opera Association (dal 1915), di cui diventa direttrice di compagnia nel 1921, permettendo la realizzazione de L'amore delle tre melarance di Sergej Prokof'ev, e anche alla Chicago Civic Opera..
|  |

Nel frattempo, nel 1913, è la prima interprete del brano I Love You, California, diventato poi l'inno della California, e nel 1917, debutta al cinema, interpretando il ruolo da protagonista nel film muto, diretto da Hugo Ballin e Frank Hall Crane, Thais.
|  |  |

Il 24 gennaio 1931, fa la sua ultima apparizione alla Civic Opera di Chicago, cantando nell'opera Pélleas et Mélisande. Quindi, nel 1934, dopo aver cantato in Risurrezione di Franco Alfano, decide di ritirarsi dalle scene della lirica, ma prosegue nell'attività canora per altri vent'anni.
Nel 1940, fa ritorno nella sua città natale, Aberdeen, e nel 1951, pubblica la propria autobiografia, intitolata Mary Garden's Story e scritta in collaborazione con Louis Biancolli.
Muore ad Aberdeen il 3 gennaio 1967, alla soglia dei 93 anni.

## Repertorio operistico
| Ruolo           | Titolo                    | Autore      |
| --------------- | ------------------------- | ----------- |
| Katiuša         | Risurrezione              | Alfano      |
| Carmen          | Carmen                    | Bizet       |
| Louise          | Louise                    | Charpentier |
| Mélisande       | Pelléas et Mélisande      | Debussy     |
| Marguerite      | Faust                     | Gounod      |
| Juliette        | Roméo et Juliette         | Gounod      |
| Manon Lescaut   | Manon                     | Massenet    |
| Thaïs           | Thaïs                     | Massenet    |
| Sapho           | Sapho                     | Massenet    |
| Cendrillon      | Cendrillon                | Massenet    |
| Grisélidis      | Grisélidis                | Massenet    |
| Jean            | Le jongleur de Notre-Dame | Massenet    |
| Chérubin        | Chérubin                  | Massenet    |
| Dulcinée        | Don Quichotte             | Massenet    |
| Cléopâtre       | Cléopâtre                 | Massenet    |
| Floria Tosca    | Tosca                     | Puccini     |
| Salomè          | Salomè                    | Strauss     |
| Ophélie         | Hamlet                    | Thomas      |
| Violetta Valéry | La traviata               | Verdi       |

## Discografia parziale

### Album
- The Great Mary Garden (compilation, Odyseey, 1967)
- The Complete Victor Recordings (1926-29) (compilation, Romophone, 1994)

## Filmografia
- Thais, regia di Hugo Ballin e Frank Hall Crane (1917)
- The Splendid Sinner, regia di Edwin Carewe (1918)

## Autobiografia
- Mary Garden's Story (1951)